# 장태평
장태평(張太平, 1949년 3월 3일 ~ )은 대한민국 제2대 농림수산식품부 장관을 역임한 전직 공무원 출신으로 제33대 한국마사회 회장을 역임하였다. 본관은 흥덕이며, 전라남도 무안군 출신이다.

## 학력
- 경기고등학교 졸업
- 서울대학교 사회학과 학사(1977년 - 69학번)
- 서울대학교 행정대학원 행정학 석사(1979년)
- 미국 오리건대 대학원 경제학과 경제학 석사(1993년)

## 경력
- 행정고시 합격(20회)
- 경제기획원 장관비서관(1990년, 서기관)
- 경제기획원 법무담당관(1993년)
- 경제기획원 소비자정책과장(1994년)
- 재정경제원 국제조세과장(1995년)
- 재정경제원 법인세제과장(1996년)
- 재정경제부 법인세제과장(1998년)
- 재정경제부 재산세제과장(1999년, 부이사관)
- 2000년 서울 아시아·유럽 정상회의(ASEM) 준비기획단 파견(2000년)
- 국방대학원 파견(2001년)
- 재정경제부 국세심판원 상임심판관(2002년, 이사관)
- 농림부 농업정책국장(2004년)
- 농림부 농업구조정책국장(2004년)
- 재정경제부 정책홍보관리실장(2005년∼2006년, 관리관)
- 국가청렴위원회 사무처장(2006년∼2008년)
- 농림수산식품부장관(2008년~2010년)
- 한국마사회장(2011년~2013년)
- 대진대학교 겸임교수(2011년~2013년)
- 강원발전연구원 자문위원회 농업 자문위원
- 농어업농어촌특별위원회 위원장(2022년 12월~2025년 8월)
- 국민의힘 홍준표 제21대 대통령 선거 경선후보 무대홍 캠프 미래농축산어업특별대책위원장(2025년 4월~2025년 4월)

## 수상 경력
- 녹조근정훈장(1997년)
- 대통령표창(2000년)

## 같이 보기
- 더푸른미래재단
- 한국농식품ICT융복합산업협회

| 전임 정운천 | 제2대 농림수산식품부 장관 2008년 8월 6일 ~ 2010년 8월 30일 | 후임 유정복 |

| 전임 김광원 | 제33대 한국마사회 회장 2011년 11월 18일 ~ 2013년 9월 4일 | 후임 현명관 |

| 전임 정현찬 | 제3대 농어업농어촌특별위원회농어업농어촌특별위원회 위원장 2022년 12월 5일 ~ 2025년 8월 13일 | 후임 김호 |